# Hayato Kurosaki
Hayato Kurosaki (jap. 黒﨑 隼人, Kurosaki Hayato; * 5. September 1996 in Utsunomiya, Präfektur Tochigi) ist ein japanischer Fußballspieler.

## Karriere
Hayato Kurosaki erlernte das Fußballspielen in der Jugendmannschaft des Tochigi SC sowie in der Universitätsmannschaft der Hōsei-Universität in Tokio. Seinen ersten Profivertrag unterschrieb er 2019 bei seinem Jugendverein Tochigi SC. Der Verein aus seiner Geburtsstadt Utsunomiya spielte in der zweiten japanischen Liga, der J2 League. 2019 kam er in der zweiten Liga nicht zum Einsatz. Sein Zweitligadebüt gab er am 19. August 2020 im Auswärtsspiel gegen den FC Ryūkyū. Hier stand er in der Startelf und spielte die kompletten 90 Minuten. Für Tochigi absolvierte er 26 Zweitligaspiele. Im Januar 2021 wechselte er zu Ōita Trinita. Der Verein aus Ōita spielte in der ersten Liga, der J1 League. Sein ehemaliger Verein Tochigi SC lieh ihn im Juli 2021 aus. Bis Saisonende absolvierte er für Tochigi zwanzig Zweitligaspiele. Nach der Ausleihe wurde er am 1. Februar 2022 von Tochigi fest unter Vertrag genommen. Am Ende der Saison 2024 belegte er mit Tochigi den 18. Tabellenplatz und musste somit in die dritte Liga absteigen.